# Guils de Cerdanya

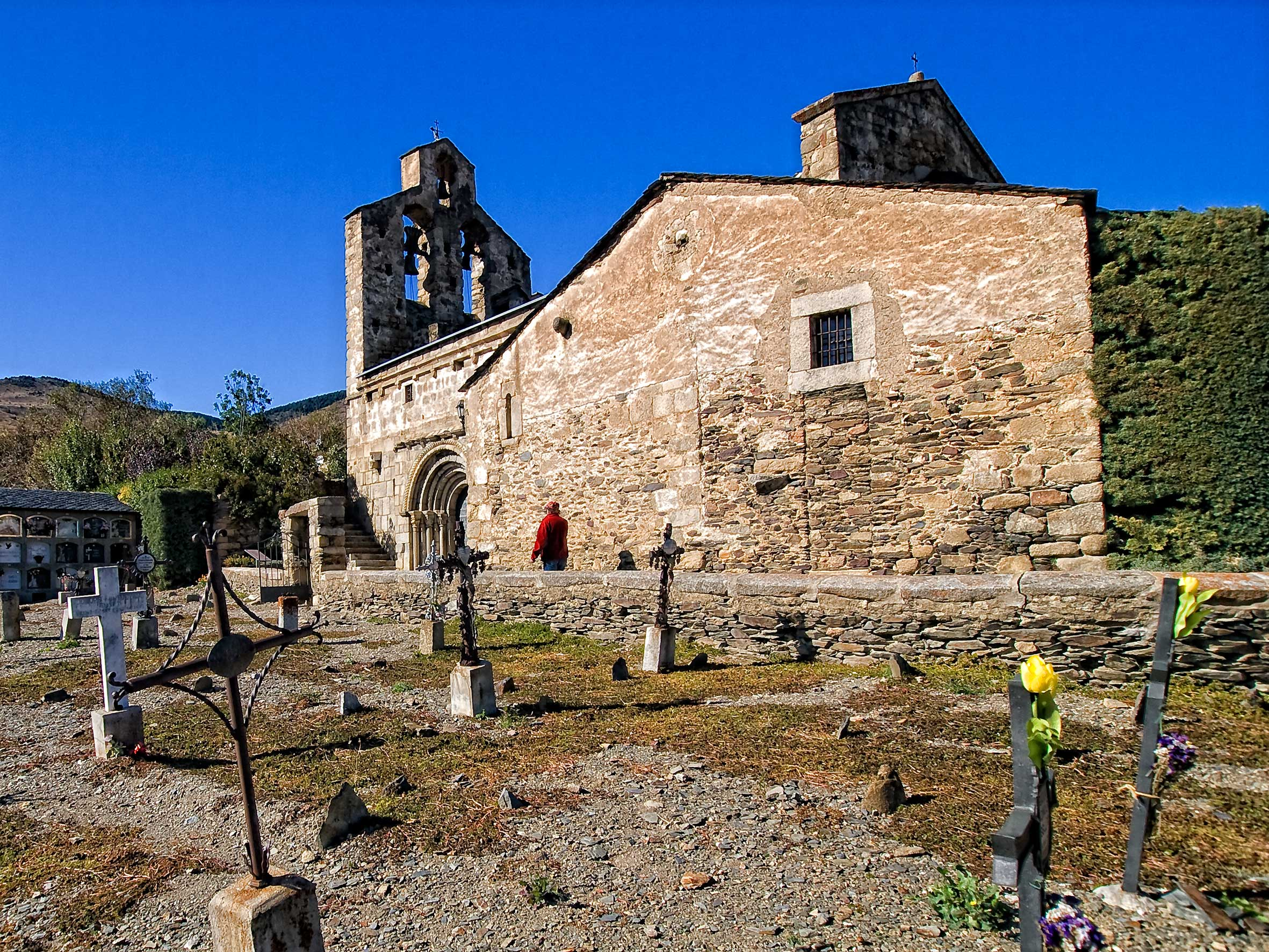
Kerk van Guils de Cerdanya

Guils de Cerdanya is een gemeente in de Spaanse provincie Girona in de regio Catalonië met een oppervlakte van 22 km². Guils de Cerdanya telt 531 inwoners (1 januari 2016).

## Demografische ontwikkeling
Bron: INE, 1857-2011: volkstellingen
Opm.: In 1857 werd de gemeente Saneja aangehecht